# Emmanuel Chedal
Emmanuel Chedal (Moûtiers, 15 gennaio 1983) è un ex saltatore con gli sci francese.

## Biografia
In Coppa del Mondo esordì il 6 dicembre 1998 a Chamonix (46°) e ottenne l'unico podio il 6 dicembre 2009 a Lillehammer (3°).
In carriera prese parte a due edizioni dei Giochi olimpici invernali, Salt Lake City 2002 (28° nel trampolino lungo, 10° nella gara a squadre) e Vancouver 2010 (24° nel trampolino normale, 13° nel trampolino lungo, 9° nella gara a squadre), a quattro dei Campionati mondiali (8° nella gara a squadre a Liberec 2009 il miglior risultato) e a cinque dei Mondiali di volo (8° nella gara a squadre a Oberstdorf 2008  il miglior risultato).

## Palmarès

### Coppa del Mondo
- Miglior piazzamento in classifica generale: 15º nel 2010
- 1 podio (individuale):
  - 1 terzo posto